# Cung Văn hóa Lao động Thành phố Hồ Chí Minh

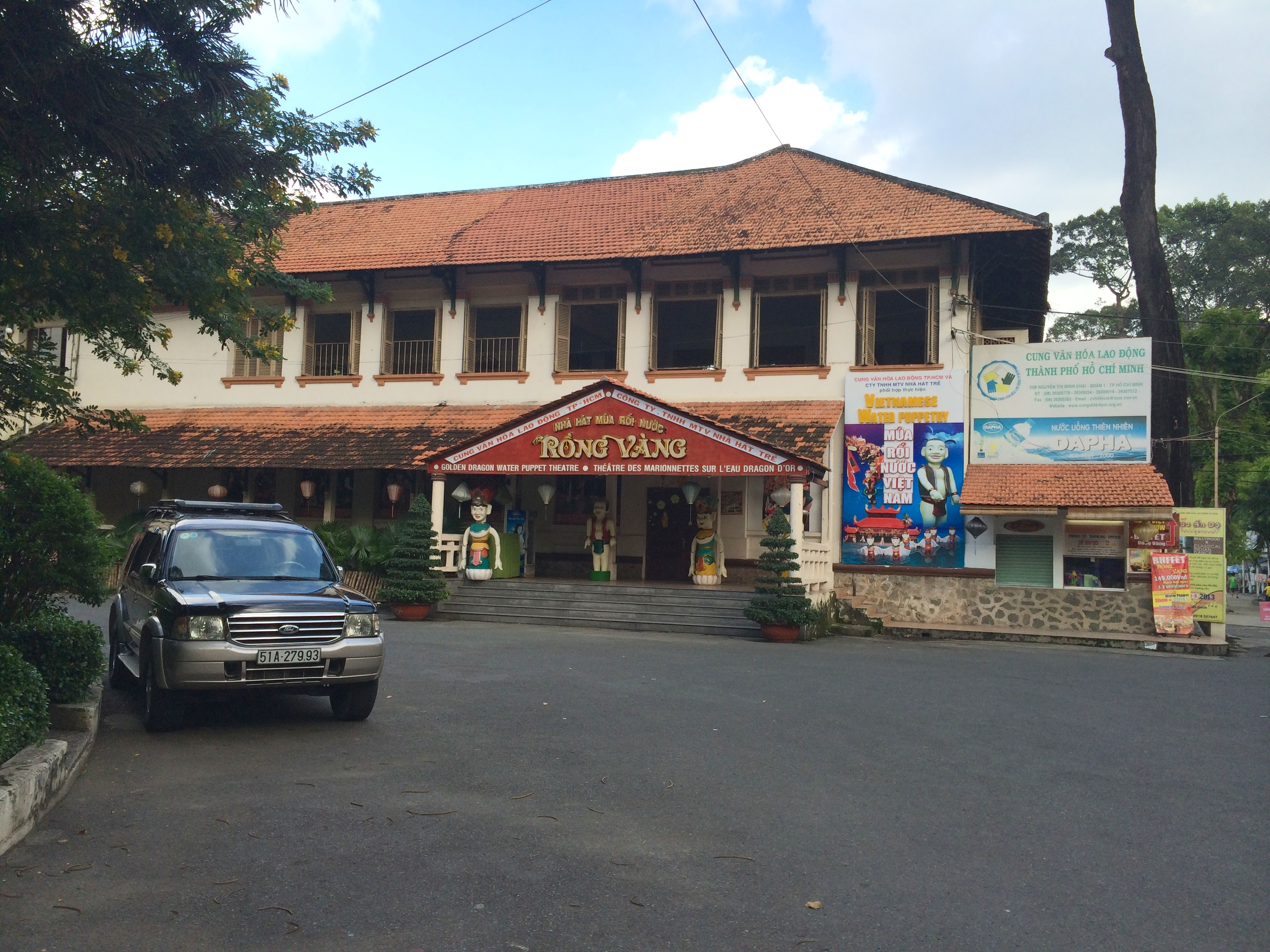
Nhà hát Múa rối nước Rồng Vàng trong khuôn viên Cung Văn hóa Lao động Thành phố Hồ Chí Minh

Cung Văn hoá Lao động Thành phố Hồ Chí Minh là một công trình kiến trúc bao gồm cụm các tòa nhà và sân vận động phục vụ cho các hoạt động văn hóa, thể dục - thể thao của người dân thành phố cũng như nhiều nơi khác. Cung có địa chỉ tại số 55B, đường Nguyễn Thị Minh Khai, phường Bến Thành, Quận 1, Thành phố Hồ Chí Minh.
Cung Văn hoá Lao động Thành phố Hồ Chí Minh là nơi tập luyện, bồi dưỡng và phát hiện nhiều vận động viên tiềm năng ở nhiều bộ môn thể thao như bóng nước, bi sắt,... một số vận động viên còn được tham dự các cuộc thi lớn như: SEA Games, Para Games... Nhiều hoạt động văn hóa nghệ thuật được tổ chức tại đây như: hội họa, thời trang, nhiếp ảnh, dân ca và một số chương trình biểu diễn nghệ thuật, liên hoan sân khấu và hội diễn văn nghệ quần chúng. Ngày 22 tháng 1 năm 2006, Cung Văn hoá Lao động Thành phố Hồ Chí Minh được Chủ tịch nước trao tặng Huân chương Lao động hạng I.

## Lịch sử hình thành

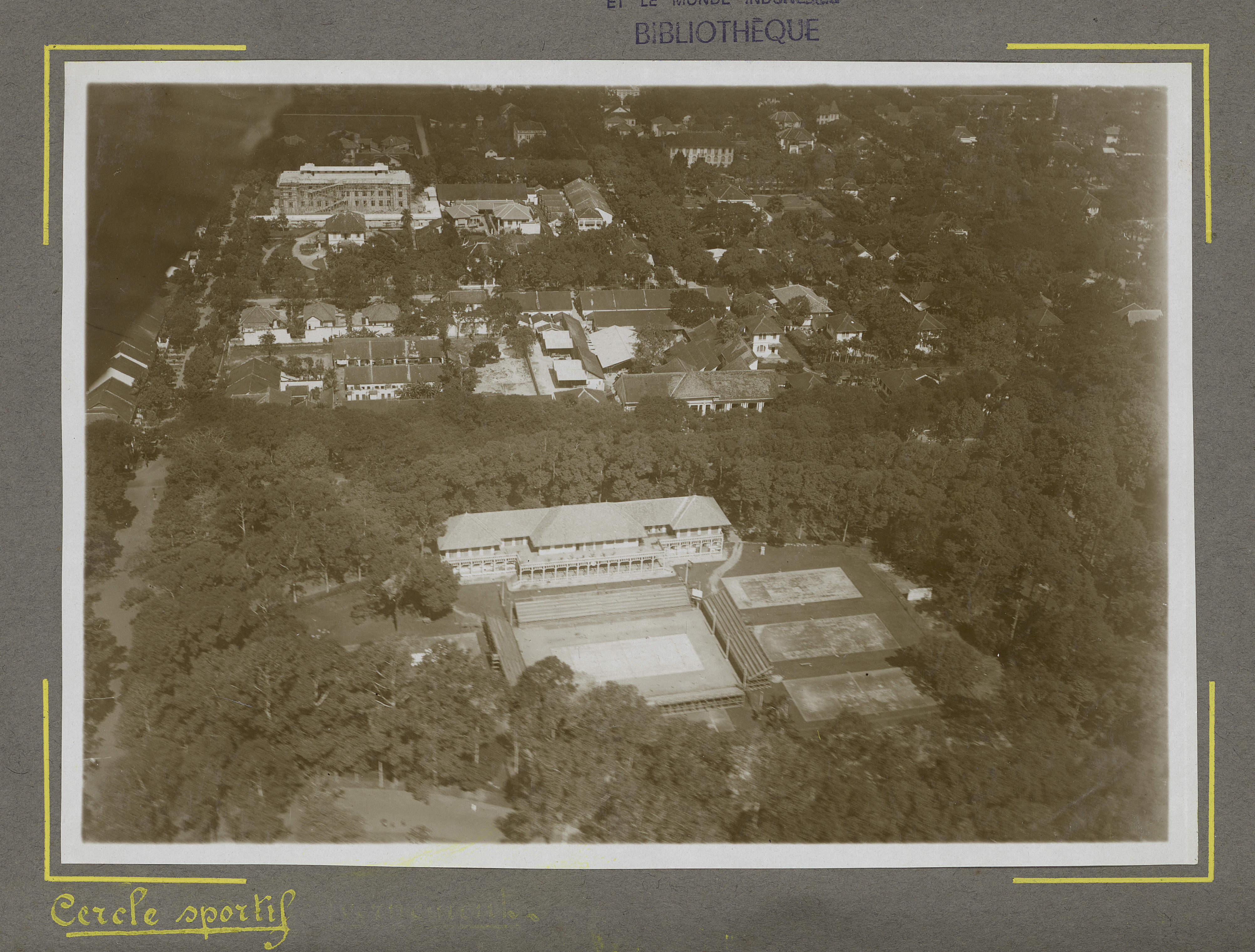
Câu lạc bộ thể thao Sài Gòn nhìn từ trên cao vào khoảng năm 1930

Ngay sau khi chiếm được 3 tỉnh miền đông Nam Kỳ, Đô đốc De la Grandière đã cho quy hoạch một khu đất rộng tại khu vực Vườn Ông Thượng, vốn là vườn hoa cũ của Tổng trấn Lê Văn Duyệt, để quy hoạch xây dựng khuôn viên của dinh thống đốc thay thế cho dinh cũ vào năm 1865. Tuy vậy, do không có đề án nào được duyệt nên việc xây dựng chưa được tiến hành. Năm 1866, các sĩ quan Pháp đã chiếm dụng một khu đất rộng của khu quy hoạch này để làm một sân thể thao không chính thức, dành cho các môn điền kinh, bắn súng và đua ngựa.
Đến năm 1868, dinh Thống đốc được khởi công xây dựng theo đồ án của kiến trúc sư Hermite. Năm 1869, người Pháp cho xây con đường Miss Clavell tách phần còn lại của khu vườn khỏi khuôn viên Dinh. Khu vườn chính thức mang tên "Jardin de la Ville", tuy nhiên người Việt quen gọi là "Vườn Bờ-rô", có lẽ là phiên âm préau tiếng Pháp nghĩa là "sân lát gạch", hoặc theo tên gọi cũ là "Vườn Ông Thượng".
Ban đầu chỉ là nhóm các sĩ quan, binh lính Pháp, sau đó mở rộng thêm công chức, thương gia và một số ít người Việt Nam cũng bắt đầu tham gia. Năm 1896, một câu lạc bộ thể thao thượng lưu được thành lập, lấy tên là Cercle Sportif Saigonnais (Câu lạc bộ Thể thao Sài Gòn), viết tắt CSS, người Việt bình dân thường gọi tắt là Hội Xẹc. Các hoạt động thể thao được tổ chức thường xuyên và có thêm một số bộ môn mới. Môn bóng đá ban đầu được chơi bằng bóng bầu dục, sau được thay hẳn bằng bóng tròn. Năm 1897, môn đua xe đạp được tổ chức thường xuyên với các vòng đua quanh vườn hoa "Jardin de la Ville".

Một trận đấu tennis trong Le Cercle Sportif Saigonnais (1948), ảnh do Jack Birns (TIME-LIFE Magazines) chụp.

Năm 1902, chính quyền thuộc địa cho xây dựng cơ sở của Câu lạc bộ Le Cercle Sportif Saigonnais ngay trong khuôn viên vườn hoa, bao sân bóng đá, hồ bơi và sân quần vợt. Sân bóng của Câu lạc bộ lúc bấy giờ là sân duy nhất đủ tiêu chuẩn đón những đội banh ngoại quốc đến đấu. Năm 1905, đội bóng của chiến hạm Anh mang tên King Alfred ghé thăm Sài Gòn, và đã đấu giao hữu với một đội gồm những cầu thủ người Pháp và Việt tại đây.

Hồ bơi Le Cercle Sportif Saigonnais (1948), ảnh do Jack Birns (TIME-LIFE Magazines) chụp.

Năm 1906, E. Breton, Ủy viên trong Liên hiệp các Câu lạc bộ Thể thao Điền kinh Pháp (L'Union des Sociétés Francaises des Sports Athlétiques) giữ chức hội trưởng Cercle Sportif Saigonnais. Ông đã tổ chức lại câu lạc bộ theo mô hình tại Pháp. Đội bóng Cercle Sportif Saigonnais do được tổ chức, huấn luyện có bài bản, nên đã liên tiếp thắng nhiều mùa giải trong các năm 1907, 1909, 1910, 1911, 1912, 1916...
Vì là một địa điểm giải trí chỉ dành riêng cho giới thượng lưu nên tiêu chuẩn của Cercle Sportif Saigonnais khá cao và nghiêm ngặt, người bình dân không thể tham gia vào. Kể từ lúc thành lập đến năm 1975, nhiều chính khách, sĩ quan cao cấp, tầng lớp thượng lưu người Pháp, người Mỹ, sĩ quan Việt Nam Cộng hòa và giới thượng lưu Sài Gòn, đều chọn đây làm nơi sinh hoạt chính. Tướng Nguyễn Cao Kỳ và chính khách Lý Quý Chung cũng từng là hội viên ở đây. Tướng Dương Văn Minh cũng là một hội viên đặc biệt và nổi tiếng với môn quần vợt.
Sau năm 1975, Câu lạc bộ do Ủy ban Quân quản Thành phố Sài Gòn - Gia Định quản lý, đến ngày 7 tháng 11 năm 1975, được bàn giao lại cho Liên hiệp Công đoàn Thành phố Hồ Chí Minh toàn quyền sử dụng. Năm 1985, cơ sở đổi tên thành Nhà Văn hóa Lao động, và đến năm 1998, là Cung Văn hoá Lao động Thành phố Hồ Chí Minh như ngày nay.

## Cơ sở vật chất
Cung Văn hoá Lao động Thành phố Hồ Chí Minh bao gồm các công trình sau:
- Một tòa nhà chính gồm: hội trường A (400 chỗ), hội trường B (300 chỗ), sân khấu Tao Đàn (220 chỗ), phòng sinh hoạt tổng hợp (120 chỗ).
- Phòng thể dục - thể thao: phòng cầu lông trong nhà (3 sân), phòng bóng bàn (10 bàn), phòng thể hình cử tạ Nam, phòng thể dục thẩm mỹ Nữ.
- 7 phòng sinh hoạt câu lạc bộ-đội-nhóm
- 1 Thư viện.
- Một nhà hành chánh: Các phòng làm việc (7 phòng) và phòng sinh hoạt, hội họp.
- Sân thi đấu: 3 hồ bơi, 10 sân quần vợt, 1 sân đa năng (bóng chuyền, bóng rổ, bóng đá mini...), 1 sân bi sắt,
- Khác:1 nhà hàng Đoàn viên, 2 sân đậu xe.

## Thành tích
- Năm 1990, Bộ Văn hóa Thông tin Việt Nam đã tặng bằng khen cho Cung văn hóa Lao động Thành phố Hồ Chí Minh là đơn vị hoạt động văn hóa xuất sắc.
- Năm 1996, Cung Văn hoá Lao động Thành phố Hồ Chí Minh đón nhận Huân chương lao động hạng III
- Năm 2001, được nhận Huân chương Lao động hạng II
- Năm 2005, được trao tặng Huân chương Lao động hạng I

Ngoài ra, hằng năm Cung Văn hoá Lao động Thành phố Hồ Chí Minh còn được Ủy ban nhân dân Thành phố Hồ Chí Minh và Sở Văn hóa và Thể thao Thành phố Hồ Chí Minh trao tặng nhiều bằng khen về thành tích hoạt động trong phong trào văn hóa thể thao của Thành phố.